# بخش مرکزی شهرستان شهربابک
بخش مرکزی شهرستان شهر بابک یکی از بخش‌های شهرستان شهر بابک در استان کرمان ایران است.

## تقسیمات کشوری
- بخش مرکزی شهرستان شهر بابک
  - دهستان استبرق
  - دهستان پاقلعه
  - دهستان خاتون آباد
  - دهستان خورسند
  - دهستان مدوارات
  - دهستان میمند

شهر: شهر بابک

## جمعیت
بنابر سرشماری مرکز آمار ایران، جمعیت بخش مرکزی شهرستان شهربابک در سال ۱۳۹۵ برابر با ۵۱۶۲۰ نفر بوده است.